# Eleições autárquicas de 2017 em Faro
As eleições autárquicas de 2017 serviram para eleger os diferentes órgãos do poder local autárquico do concelho de Faro.
A coligação PSD-CDS-PPM-MPT, que voltou a apoiar Rogério Bacalhau (autarca desde 2013), voltou a vencer as eleições autárquicas com uma votação bem superior às eleições de 2013 e conseguindo a maioria absoluta na vereação municipal. De destacar, que com esta vitória, Rogério Bacalhau tornou-se o segundo autarca a conseguir ser reeleito no pós-25 de Abril.
O Partido Socialista, apesar de conseguir aumentar a sua votação, não conseguiu recuperar uma autarquia que já foi um bastião socialista na década de 1990.
Por fim, a Coligação Democrática Unitária perdeu o vereador que tinha eleito nas eleições de 2013.

## Lista e Candidatos
| Lista | Lista                          | Candidato        |
| ----- | ------------------------------ | ---------------- |
|       | PSD-CDS-PPM-MPT                | Rogério Bacalhau |
|       | Partido Socialista             | António Eusébio  |
|       | Coligação Democrática Unitária | António Mendonça |
|       | Bloco de Esquerda              | Eugénio Taveira  |
|       | Pessoas–Animais–Natureza       | Paulo Baptista   |
|       | Campanha do Amor               | Humberto Correia |

## Resultados Oficiais
Os resultados nas eleições autárquicas de 2017 no concelho de Faro para os diferentes órgãos do poder local foram os seguintes:

### Câmara Municipal
| Partido                 | Partido                        | Votos  | %               | +/-   | Vereadores | +/-     |
| ----------------------- | ------------------------------ | ------ | --------------- | ----- | ---------- | ------- |
|                         | PSD-CDS-PPM-MPT                | 11 753 | 43,94 / 100,00  | 10,00 | 5 / 9      | 1       |
|                         | Partido Socialista             | 10 181 | 38,06 / 100,00  | 5,74  | 4 / 9      | Estável |
|                         | Coligação Democrática Unitária | 1 975  | 7,38 / 100,00   | 5,38  | 0 / 9      | 1       |
|                         | Bloco de Esquerda              | 819    | 3,06 / 100,00   | 2,68  | 0 / 9      | Estável |
|                         | Pessoas–Animais–Natureza       | 620    | 2,32 / 100,00   | -     | 0 / 9      | -       |
|                         | Campanha do Amor               | 490    | 1,83 / 100,00   | Novo  | 0 / 9      | Novo    |
| Votos Inválidos         | Votos Inválidos                | 909    | 3,40 / 100,00   | 5,64  |            |         |
| Total                   | Total                          | 26 747 | 100,00 / 100,00 |       | 9 / 9      |         |
| Eleitorado/Participação | Eleitorado/Participação        | 56 399 | 47,32 / 100,00  | 3,67  |            |         |

### Assembleia Municipal
| Partido                 | Partido                        | Votos  | %               | +/-  | Deputados | +/- |
| ----------------------- | ------------------------------ | ------ | --------------- | ---- | --------- | --- |
|                         | PSD-CDS-PPM-MPT                | 10 447 | 39,06 / 100,00  | 8,20 | 12 / 27   | 3   |
|                         | Partido Socialista             | 10 069 | 37,65 / 100,00  | 6,10 | 11 / 27   | 1   |
|                         | Coligação Democrática Unitária | 2 493  | 9,32 / 100,00   | 4,39 | 2 / 27    | 2   |
|                         | Bloco de Esquerda              | 1 405  | 5,25 / 100,00   | 1,12 | 1 / 27    | 1   |
|                         | Pessoas–Animais–Natureza       | 1 235  | 4,62 / 100,00   | -    | 1 / 27    | -   |
| Votos Inválidos         | Votos Inválidos                | 1 097  | 4,10 / 100,00   | 5,13 |           |     |
| Total                   | Total                          | 26 746 | 100,00 / 100,00 |      | 27 / 27   |     |
| Eleitorado/Participação | Eleitorado/Participação        | 56 524 | 47,32 / 100,00  | 3,68 |           |     |

### Juntas de Freguesia
| Partido                 | Partido                        | Votos  | %               | +/-  | Presidentes | +/-     | Mandatos | +/- |
| ----------------------- | ------------------------------ | ------ | --------------- | ---- | ----------- | ------- | -------- | --- |
|                         | Partido Socialista             | 10 641 | 39,78 / 100,00  | 3,29 | 1 / 4       | 1       | 23 / 54  | 1   |
|                         | PSD-CDS-PPM-MPT                | 10 096 | 37,74 / 100,00  | 7,22 | 2 / 4       | 1       | 22 / 54  | 3   |
|                         | Coligação Democrática Unitária | 2 971  | 11,11 / 100,00  | 3,11 | 1 / 4       | Estável | 8 / 54   | 2   |
|                         | Bloco de Esquerda              | 1 094  | 4,09 / 100,00   | 1,35 | 0 / 4       | Estável | 1 / 54   | 1   |
|                         | Pessoas–Animais–Natureza       | 799    | 2,99 / 100,00   | -    | 0 / 4       | -       | 0 / 54   | -   |
| Votos Inválidos         | Votos Inválidos                | 1 147  | 4,29 / 100,00   | 4,99 |             |         |          |     |
| Total                   | Total                          | 26 748 | 100,00 / 100,00 |      | 4 / 4       |         | 54 / 54  |     |
| Eleitorado/Participação | Eleitorado/Participação        | 56 524 | 47,32 / 100,00  | 3,66 |             |         |          |     |

## Resultados por Freguesia

### Câmara Municipal
| Freguesia             | %                  | %     | %     | %    | %    | %    | Votantes |
| Freguesia             | PSD- CDS- MPT- PPM | PS    | CDU   | BE   | PAN  | CA   | Votantes |
| --------------------- | ------------------ | ----- | ----- | ---- | ---- | ---- | -------- |
| Conceição e Estoi     | 35,83              | 47,83 | 5,54  | 2,88 | 1,89 | 1,70 | 3 232    |
| Faro (Sé e São Pedro) | 45,10              | 37,39 | 6,99  | 3,22 | 2,32 | 1,89 | 18 350   |
| Montenegro            | 49,94              | 33,19 | 5,72  | 3,08 | 3,08 | 1,64 | 3 604    |
| Santa Bárbara de Nexe | 33,25              | 37,03 | 19,67 | 1,60 | 1,41 | 1,86 | 1 561    |
| Faro                  | 43,94              | 38,06 | 7,38  | 3,06 | 2,32 | 1,83 | 26 747   |

#### Conceição e Estoi
| Partido                 | Partido                        | Votos | %               | +/-  |
| ----------------------- | ------------------------------ | ----- | --------------- | ---- |
|                         | Partido Socialista             | 1 546 | 47,83 / 100,00  | 8,30 |
|                         | PSD-CDS-PPM-MPT                | 1 158 | 35,83 / 100,00  | 7,44 |
|                         | Coligação Democrática Unitária | 179   | 5,54 / 100,00   | 5,06 |
|                         | Bloco de Esquerda              | 93    | 2,88 / 100,00   | 0,87 |
|                         | Pessoas–Animais–Natureza       | 61    | 1,89 / 100,00   | -    |
|                         | Campanha do Amor               | 55    | 1,70 / 100,00   | Novo |
| Votos Inválidos         | Votos Inválidos                | 140   | 4,34 / 100,00   | 5,59 |
| Total                   | Total                          | 3 232 | 100,00 / 100,00 |      |
| Eleitorado/Participação | Eleitorado/Participação        | 6 720 | 48,10 / 100,00  | 0,74 |

#### Faro (Sé e São Pedro)
| Partido                 | Partido                        | Votos  | %               | +/-   |
| ----------------------- | ------------------------------ | ------ | --------------- | ----- |
|                         | PSD-CDS-PPM-MPT                | 8 276  | 45,10 / 100,00  | 11,57 |
|                         | Partido Socialista             | 6 861  | 37,39 / 100,00  | 4,66  |
|                         | Coligação Democrática Unitária | 1 283  | 6,99 / 100,00   | 5,59  |
|                         | Bloco de Esquerda              | 590    | 3,22 / 100,00   | 1,94  |
|                         | Pessoas–Animais–Natureza       | 426    | 2,32 / 100,00   | -     |
|                         | Campanha do Amor               | 347    | 1,89 / 100,00   | Novo  |
| Votos Inválidos         | Votos Inválidos                | 567    | 3,09 / 100,00   | 5,62  |
| Total                   | Total                          | 18 350 | 100,00 / 100,00 |       |
| Eleitorado/Participação | Eleitorado/Participação        | 39 817 | 46,09 / 100,00  | 4,41  |

#### Montenegro
| Partido                 | Partido                        | Votos | %               | +/-  |
| ----------------------- | ------------------------------ | ----- | --------------- | ---- |
|                         | PSD-CDS-PPM-MPT                | 1 800 | 49,94 / 100,00  | 7,52 |
|                         | Partido Socialista             | 1 196 | 33,19 / 100,00  | 5,61 |
|                         | Coligação Democrática Unitária | 206   | 5,72 / 100,00   | 3,41 |
|                         | Bloco de Esquerda              | 111   | 3,08 / 100,00   | 1,80 |
|                         | Pessoas–Animais–Natureza       | 111   | 3,08 / 100,00   | -    |
|                         | Campanha do Amor               | 59    | 1,64 / 100,00   | Novo |
| Votos Inválidos         | Votos Inválidos                | 121   | 3,36 / 100,00   | 6,19 |
| Total                   | Total                          | 3 604 | 100,00 / 100,00 |      |
| Eleitorado/Participação | Eleitorado/Participação        | 6 922 | 52,07 / 100,00  | 3,59 |

#### Santa Bárbara de Nexe
| Partido                 | Partido                        | Votos | %               | +/-   |
| ----------------------- | ------------------------------ | ----- | --------------- | ----- |
|                         | Partido Socialista             | 578   | 37,03 / 100,00  | 13,74 |
|                         | PSD-CDS-PPM-MPT                | 519   | 33,25 / 100,00  | 0,86  |
|                         | Coligação Democrática Unitária | 307   | 19,67 / 100,00  | 6,26  |
|                         | Campanha do Amor               | 29    | 1,86 / 100,00   | Novo  |
|                         | Bloco de Esquerda              | 25    | 1,60 / 100,00   | 1,66  |
|                         | Pessoas–Animais–Natureza       | 22    | 1,41 / 100,00   | -     |
| Votos Inválidos         | Votos Inválidos                | 81    | 5,19 / 100,00   | 4,60  |
| Total                   | Total                          | 1 561 | 100,00 / 100,00 |       |
| Eleitorado/Participação | Eleitorado/Participação        | 3 065 | 50,93 / 100,00  | 0,16  |

### Assembleia Municipal
| Freguesia             | %                  | %     | %     | %    | %    | Votantes |
| Freguesia             | PSD- CDS- MPT- PPM | PS    | CDU   | BE   | PAN  | Votantes |
| --------------------- | ------------------ | ----- | ----- | ---- | ---- | -------- |
| Conceição e Estoi     | 31,53              | 47,90 | 7,12  | 4,61 | 3,62 | 3 232    |
| Faro (Sé e São Pedro) | 40,39              | 37,00 | 8,80  | 5,51 | 4,59 | 18 350   |
| Montenegro            | 43,90              | 32,99 | 6,91  | 6,22 | 5,58 | 3 604    |
| Santa Bárbara de Nexe | 27,88              | 34,74 | 25,64 | 2,76 | 3,27 | 1 560    |
| Faro                  | 39,06              | 37,65 | 9,32  | 5,25 | 4,62 | 26 746   |

#### Conceição e Estoi
| Partido                 | Partido                        | Votos | %               | +/-  |
| ----------------------- | ------------------------------ | ----- | --------------- | ---- |
|                         | Partido Socialista             | 1 548 | 47,90 / 100,00  | 7,34 |
|                         | PSD-CDS-PPM-MPT                | 1 019 | 31,53 / 100,00  | 6,15 |
|                         | Coligação Democrática Unitária | 230   | 7,12 / 100,00   | 4,50 |
|                         | Bloco de Esquerda              | 149   | 4,61 / 100,00   | 0,06 |
|                         | Pessoas–Animais–Natureza       | 117   | 3,62 / 100,00   | -    |
| Votos Inválidos         | Votos Inválidos                | 169   | 5,23 / 100,00   | 4,66 |
| Total                   | Total                          | 3 232 | 100,00 / 100,00 |      |
| Eleitorado/Participação | Eleitorado/Participação        | 6 720 | 48,10 / 100,00  | 0,74 |

#### Faro (Sé e São Pedro)
| Partido                 | Partido                        | Votos  | %               | +/-  |
| ----------------------- | ------------------------------ | ------ | --------------- | ---- |
|                         | PSD-CDS-PPM-MPT                | 7 411  | 40,39 / 100,00  | 9,81 |
|                         | Partido Socialista             | 6 790  | 37,00 / 100,00  | 5,54 |
|                         | Coligação Democrática Unitária | 1 614  | 8,80 / 100,00   | 4,63 |
|                         | Bloco de Esquerda              | 1 012  | 5,51 / 100,00   | 1,33 |
|                         | Pessoas–Animais–Natureza       | 843    | 4,59 / 100,00   | -    |
| Votos Inválidos         | Votos Inválidos                | 680    | 3,71 / 100,00   | 5,21 |
| Total                   | Total                          | 18 350 | 100,00 / 100,00 |      |
| Eleitorado/Participação | Eleitorado/Participação        | 39 817 | 46,09 / 100,00  | 4,44 |

#### Montenegro
| Partido                 | Partido                        | Votos | %               | +/-  |
| ----------------------- | ------------------------------ | ----- | --------------- | ---- |
|                         | PSD-CDS-PPM-MPT                | 1 582 | 43,90 / 100,00  | 5,89 |
|                         | Partido Socialista             | 1 189 | 32,99 / 100,00  | 5,32 |
|                         | Coligação Democrática Unitária | 249   | 6,91 / 100,00   | 3,02 |
|                         | Pessoas–Animais–Natureza       | 224   | 6,22 / 100,00   | -    |
|                         | Bloco de Esquerda              | 201   | 5,58 / 100,00   | 1,41 |
| Votos Inválidos         | Votos Inválidos                | 159   | 4,42 / 100,00   | 5,31 |
| Total                   | Total                          | 3 604 | 100,00 / 100,00 |      |
| Eleitorado/Participação | Eleitorado/Participação        | 6 922 | 52,07 / 100,00  | 3,59 |

#### Santa Bárbara de Nexe
| Partido                 | Partido                        | Votos | %               | +/-   |
| ----------------------- | ------------------------------ | ----- | --------------- | ----- |
|                         | Partido Socialista             | 542   | 34,74 / 100,00  | 12,20 |
|                         | PSD-CDS-PPM-MPT                | 435   | 27,88 / 100,00  | 2,57  |
|                         | Coligação Democrática Unitária | 400   | 25,64 / 100,00  | 2,48  |
|                         | Pessoas–Animais–Natureza       | 51    | 3,27 / 100,00   | -     |
|                         | Bloco de Esquerda              | 43    | 2,76 / 100,00   | 0,82  |
| Votos Inválidos         | Votos Inválidos                | 89    | 5,71 / 100,00   | 4,40  |
| Total                   | Total                          | 1 560 | 100,00 / 100,00 |       |
| Eleitorado/Participação | Eleitorado/Participação        | 3 065 | 50,90 / 100,00  | 0,19  |

### Juntas de Freguesia

#### Conceição e Estoi
| Partido                 | Partido                        | Votos | %               | +/-  | Mandatos | +/-     |
| ----------------------- | ------------------------------ | ----- | --------------- | ---- | -------- | ------- |
|                         | Partido Socialista             | 1 888 | 58,42 / 100,00  | 7,75 | 8 / 13   | 1       |
|                         | PSD-CDS-PPM-MPT                | 882   | 27,29 / 100,00  | 6,00 | 4 / 13   | 1       |
|                         | Coligação Democrática Unitária | 278   | 8,60 / 100,00   | 1,90 | 1 / 13   | Estável |
| Votos Inválidos         | Votos Inválidos                | 184   | 5,69 / 100,00   | 6,48 |          |         |
| Total                   | Total                          | 3 232 | 100,00 / 100,00 |      | 13 / 13  |         |
| Eleitorado/Participação | Eleitorado/Participação        | 6 720 | 48,10 / 100,00  | 0,74 |          |         |

#### Faro (Sé e São Pedro)
| Partido                 | Partido                        | Votos  | %               | +/-  | Mandatos | +/-     |
| ----------------------- | ------------------------------ | ------ | --------------- | ---- | -------- | ------- |
|                         | PSD-CDS-PPM-MPT                | 7 204  | 39,26 / 100,00  | 9,38 | 9 / 19   | 3       |
|                         | Partido Socialista             | 7 167  | 39,06 / 100,00  | 4,43 | 8 / 19   | Estável |
|                         | Coligação Democrática Unitária | 1 565  | 8,53 / 100,00   | 4,54 | 1 / 19   | 2       |
|                         | Bloco de Esquerda              | 908    | 4,95 / 100,00   | 1,95 | 1 / 19   | Estável |
|                         | Pessoas–Animais–Natureza       | 799    | 4,35 / 100,00   | -    | 0 / 19   | -       |
| Votos Inválidos         | Votos Inválidos                | 707    | 3,85 / 100,00   | 5,15 |          |         |
| Total                   | Total                          | 18 350 | 100,00 / 100,00 |      | 19 / 19  |         |
| Eleitorado/Participação | Eleitorado/Participação        | 39 817 | 46,09 / 100,00  | 4,41 |          |         |

#### Montenegro
| Partido                 | Partido                        | Votos | %               | +/-  | Mandatos | +/-     |
| ----------------------- | ------------------------------ | ----- | --------------- | ---- | -------- | ------- |
|                         | PSD-CDS-PPM-MPT                | 1 720 | 47,72 / 100,00  | 3,58 | 7 / 13   | Estável |
|                         | Partido Socialista             | 1 241 | 34,43 / 100,00  | 7,17 | 5 / 13   | 1       |
|                         | Coligação Democrática Unitária | 291   | 8,07 / 100,00   | 1,06 | 1 / 13   | Estável |
|                         | Bloco de Esquerda              | 186   | 5,16 / 100,00   | 0,74 | 0 / 13   | 1       |
| Votos Inválidos         | Votos Inválidos                | 166   | 4,60 / 100,00   | 3,83 |          |         |
| Total                   | Total                          | 3 604 | 100,00 / 100,00 |      | 13 / 13  |         |
| Eleitorado/Participação | Eleitorado/Participação        | 6 922 | 52,07 / 100,00  | 3,59 |          |         |

#### Santa Bárbara de Nexe
| Partido                 | Partido                        | Votos | %               | +/-   | Mandatos | +/-     |
| ----------------------- | ------------------------------ | ----- | --------------- | ----- | -------- | ------- |
|                         | Coligação Democrática Unitária | 837   | 53,59 / 100,00  | 10,14 | 5 / 9    | Estável |
|                         | Partido Socialista             | 345   | 22,09 / 100,00  | 6,54  | 2 / 9    | 1       |
|                         | PSD-CDS-PPM-MPT                | 290   | 18,57 / 100,00  | 9,96  | 2 / 9    | 1       |
| Votos Inválidos         | Votos Inválidos                | 90    | 5,76 / 100,00   | 2,52  |          |         |
| Total                   | Total                          | 1 562 | 100,00 / 100,00 |       | 9 / 9    |         |
| Eleitorado/Participação | Eleitorado/Participação        | 3 065 | 50,96 / 100,00  | 0,19  |          |         |

| Freguesia             | 2013-2017 | 2013-2017                      | 2013-2017      | 2017-2021 | 2017-2021                      | 2017-2021      |
| --------------------- | --------- | ------------------------------ | -------------- | --------- | ------------------------------ | -------------- |
| Conceição e Estoi     |           | Partido Socialista             | 50,67 / 100,00 |           | Partido Socialista             | 58,42 / 100,00 |
| Faro (Sé e São Pedro) |           | Partido Socialista             | 34,63 / 100,00 |           | PSD-CDS-PPM-MPT                | 39,26 / 100,00 |
| Montenegro            |           | PSD-CDS-PPM-MPT                | 44,14 / 100,00 |           | PSD-CDS-PPM-MPT                | 47,72 / 100,00 |
| Santa Bárbara de Nexe |           | Coligação Democrática Unitária | 43,45 / 100,00 |           | Coligação Democrática Unitária | 53,59 / 100,00 |